# Dorian Keletela

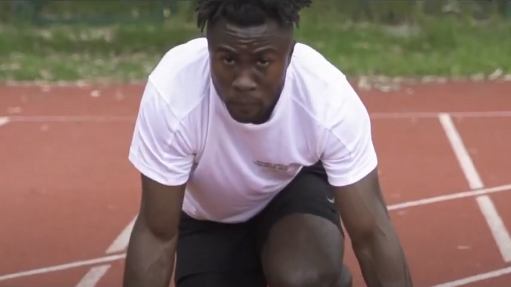
Leichtathlet Dorian Keletela

Dorian Keletela (* 6. Februar 1999) ist ein kongolesischer Leichtathlet, der sich auf den Sprint spezialisiert hat und für das Refugee Olympic Team an den Start geht.

## Sportliche Laufbahn
Dorian Keletela startete 2013 für die Republik Kongo bei den Jugendafrikameisterschaften in Warri und schied dort mit 11,34 s in der ersten Runde im 100-Meter-Lauf aus. 2015 nahm er an den Afrikaspielen in Brazzaville teil und schied dort mit 10,68 s aus und verpasste mit der kongolesischen 4-mal-100-Meter-Staffel mit 40,82 s den Finaleinzug. Er flüchtete anschließend nach Portugal und startete 2021 im 60-Meter-Lauf für das Flüchtlingsteam bei den Halleneuropameisterschaften in Toruń und schied dort mit 6,91 s in der ersten Runde aus. Im Sommer nahm er an den Olympischen Sommerspielen in Tokio teil und kam dort mit 10,41 s nicht über die erste Runde hinaus. Im Jahr darauf erreichte er bei den Weltmeisterschaften in Eugene die Hauptrunde über 100 Meter und schied dort mit 10,52 s aus. 2024 nahm er erneut an den Olympischen Sommerspielen in Paris teil und schied dort mit 10,58 s in der ersten Runde aus. 

## Persönliche Bestzeiten
- 100 Meter: 10,27 s, 22. August 2021 in Schifflange (kongolesischer Rekord)
  - 60 Meter (Halle): 6,79 s, 8. Februar 2020 in Pombal